# 王小龙
王小龙（1965年6月—），河北井陉人，中华人民共和国政治人物、外交官，现任中华人民共和国驻新西兰特命全权大使兼驻库克群岛、纽埃特命全权大使。

## 生平
1987年，进入中华人民共和国外交部工作，先后在外交部翻译室、外交部国际司、常驻联合国代表团任职。2000年，任外交部国际司参赞。2004年，升任副司长，兼中国亚太经合组织高官。2007年，挂职河北省沧州市副市长。2008年，任驻新加坡大使馆公使衔参赞。2011年2月，出任中华人民共和国驻蒙古大使。2015年，任外交部二十国集团事务特使。2016年，任外交部国际经济司副司长，兼外交部二十国集团事务特使、外交部金砖国家事务特使。2018年，升任外交部国际经济司司长，仍兼外交部二十国集团事务特使、外交部金砖国家事务特使。2022年1月，出任中华人民共和国驻新西兰大使兼驻库克群岛大使、驻纽埃大使。

## 家庭
已婚，有一女。